# آنا ماريا هيلفيلينج
آنا ماريا هيلفيلينج (بالسويدية: Anna Maria Hilfeling)‏، (21 أبريل 1713 – 26 مايو 1783)، كانت فنانة سويدية.
ولدت في ستوكهولم، ابنة أمين مكتبة. ظهرت موهبتها في الرسم منذ فترة الطفولة، وأصبحت طالبة للفنان بورشارت بريخت في عام 1722، عن عمر يناهز التاسعة، وانضمت لاحقًا كطالبة للفنان نيكلاس لافرينسن الأكبر.
أعجب بها كارل غوستاف تيسين، ومن الديوان الملكي. حيث كانت ترسم بالزيت وتصنع اللوحات، لكنها كانت في المقام الأول منمنمة. كان من بين عملائها الملك والملكة. الملك فريدريك الأول ملك السويد والملكة أولريكا إليونورا من السويد.
تزوجت من هيلفيلينج جراح المدينة في عام 1739. وأصبح ابنها كارل هيلفيلينج فناناً أيضًا.
توفيت آنا ماريا في روميلاندا، بوهلان.